# GJ 1093
GJ 1093 is een rode dwerg met een spectraalklasse van M5.0Ve. De ster bevindt zich 25,3 lichtjaar van de zon.